# Rolls-Royce 30 H.P.
La 30 H.P. è un'autovettura prodotta dalla Rolls-Royce dal 1905 al 1906. 

## Il contesto
Costruita a Manchester, il motore è stato presentato al Salone di Parigi del 1904 insieme alla 10 H.P., alla 15 H.P. e alla 20 H.P.. Lo studio e la commercializzazione della vettura furono voluti da Claude Johnson, direttore della sezione commerciale dell'azienda, che voleva un modello a 6 cilindri nella gamma Rolls-Royce, come stavano facendo altri costruttori di prestigio, specialmente la Napier. La produzione cessò con la commercializzazione dell'erede Silver Ghost.
La testata fu installata con tre corpi distinti a due cilindri per unità, come già fatto per le 10 H.P. e 20 H.P.. Di quest'ultima ebbe dunque in comune la corsa e l'alesaggio dei cilindri, rispettivamente di 102 e 127 mm. Raffreddato ad acqua e di 6.000 cm³ di cilindrata, aveva valvole di aspirazione in testa e valvole di scarico laterali. L'albero a gomiti era su sette supporti di banco, e fu studiato per contenere al minimo le vibrazioni (un problema tipico dei primi motori a 6 cilindri). All'epoca le dinamiche di funzionamento di tali motori non erano comunque comprese appieno. I primi modelli prodotti avevano un sistema di accensione delle candele ad alta tensione. Utilizzavano accumulatori precaricati e una bobina. Negli ultimi esemplari, come supplemento al sistema, vi era anche un magnete che poteva essere usato come alternativa. Poiché l'impianto di illuminazione dei fari era a combustibile, gli accumulatori non venivano scaricati dal funzionamento delle luci. Più precisamente i fari anteriori utilizzavano lampade a carburo mentre quelli laterali e quelli posteriori funzionavano a olio combustibile.
La potenza erogata dal propulsore era di 30 hp a 1000 giri al minuto con una velocità massima di 89 km/h.
L'impianto frenante era formato da un freno sull'albero di trasmissione sistemato dietro la scatola del cambio e azionato da un pedale, e a un freno a tamburo al retrotreno azionato da una leva a mano. Le sospensioni erano a balestra semiellittica su entrambi gli assi. L'autovettura montava ruote rinforzate, di derivazione militare.
Nei primi modelli prodotti il cambio era a tre rapporti portato a quattro per le versioni successive. Era connesso al motore tramite un corto albero di trasmissione e una frizione a cono in pelle. La versione a quattro rapporti aveva la terza marcia in presa diretta, mentre la quarta era una marcia di riposo.
Le auto erano vendute solo come telaio nudo, in modo che il cliente la facesse carrozzare dal proprio carrozziere. Il passo era compreso tra 2845 mm e 2997 mm, con una carreggiata di 1422 mm. La lunghezza era tra 3988 mm e 4032 mm. Furono prodotte versioni berlina e cabriolet.
Un solo esemplare, con n° di telaio 26355, è sopravvissuto.